# Guéguéré
Guéguéré è un dipartimento del Burkina Faso classificato come comune, situato nella provincia di Ioba, facente parte della Regione del Sud-Ovest.

## Amministrazione
Il dipartimento si compone del capoluogo e di altri 35 villaggi: Badiéré, Badoné, Batiélé, Bilé, Bouni, Dabolé, Dahoré, Dakoula, Didro, Dioumouon, Doumouolé, Gnimbaré, Katogué, Kolkol, Komon, Koregnon, Koulégane, Kourkour, Libiélé, Moulourou, Nablégane, Nakar, Naro, Naro-Bagane, Navrinkpké, Pabo, Sahoré, Saléteon, Salibor, Tampouor, Tankiédougou, Ténoulé, Vourégane, Walala e Zelinkpé.